# Blanford-pirók
A Blanford-pirók (Agraphospiza rubescens) a madarak osztályának verébalakúak (Passeriformes) rendjébe és a pintyfélék (Fringillidae) családjába tartozó Agraphospiza nem egyetlen faja.

## Rendszerezése
A fajt William Thomas Blanford angol természettudós írta le 1872-ben, a Procarduelis nembe Procarduelis rubescens néven. Régebben a Carpodacus nembe sorolták Carpodacus rubescens néven.

## Előfordulása
Bhután, Kína, India és Nepál területén honos. Természetes élőhelyei a mérsékelt övi erdők. Magassági vonuló.

## Megjelenése
Testhossza 15 centiméter.

## Természetvédelmi helyzete
Az elterjedési területe rendkívül nagy, egyedszáma pedig stabil. A Természetvédelmi Világszövetség Vörös listáján nem fenyegetett fajként szerepel.